# Черцов, Андрей Ефимович
Андрей Ефимович Черцов (22 мая (4 июня) 1917, станица Пашковская, Кубанская область, Российская империя — 22 сентября 2016, Москва, Россия) — советский военный моряк, воевавший на торпедных катерах Черноморского флота в годы Великой Отечественной войны, Герой Советского Союза (31.05.1944). Капитан 3-го ранга (будучи в запасе, в 2000 году присвоено звание капитана 1-го ранга).

## Биография
Родился 4 июня 1917 года в станице Пашковская ныне Советского района города Краснодара. Отец,— Ефим Черцов зачислен в казачье сословие и служил в Первую мировую в казачьем полку. В 1929 отца, как активиста станицы, убили бандиты. В 1935 году окончил школу-семилетку в Пашковской, в 1937 году — Кубанский медицинский рабфак в Краснодаре. В 1937 году вступил в комсомол.
В Военно-Морском Флоте с 1937 года. В июне 1941 года окончил Черноморское высшее военно-морское училище.
Участвовал в Великой Отечественной войны с 22 июня 1941 года. Сначала воевал командиром катера 2-го дивизиона 2-й бригады торпедных катеров Черноморского флота, участвовал в обороне и эвакуации Одессы и в обороне Севастополя.
С мая 1942 года воевал в составе 3-го дивизиона торпедных катеров 1-й бригады торпедных катеров Черноморского флота — сначала был командиром катера, с мая 1943 — командиром звена торпедных катеров 3-го дивизиона торпедных катеров 1-й бригады торпедных катеров Черноморского флота. Участвовал в обороне Кавказа, Новороссийско-Таманской, Крымской и Ясско-Кишенёвской наступательных операциях, в освобождении Болгарии. Участвовал в сопровождении конвоев, в поиске подводных лодок противника, в высадках диверсионных и разведывательных групп на занятое противником побережье, в отражении налётов немецкой авиации, в поиске и спасении на море экипажей сбитых самолётов. В ночь на 22 апреля 1943 года в районе Анапы потопил быстроходную десантную баржу противника. За время войны совершил 207 боевых выходов в море.
С 1944 года состоял в ВКП(б).
Командир звена торпедных катеров 3-го дивизиона торпедных катеров 1-й бригады торпедных катеров Черноморского флота старший лейтенант А. Е. Черцов совершил выдающийся подвиг в ходе Новороссийской десантной операция 10 сентября 1943 года под ураганным огнём врага на катере ТКА-93 первым нанёс торпедный удар по боносетевому заграждению, обеспечив прорыв в Новороссийскую бухту катеров с десантом. Вторую торпеду выпустил по восточному молу бухты, уничтожив оборудованную на моле немецкую огневую точку. Под огнём принял на свой катер трос с повреждённого вражеским огнём катера и отбуксировал его из зоны огня противника, спас катер с экипажем. Затем принял на борт десантников, вернулся к Новороссийску и высадил их в Новороссийском порту. При высадке десанта был ранен в живот, но продолжал командовать катером, потеряв сознание только на подходе к базе в Геленджике. В этот момент за штурвал встал тринадцатилетний юнга Валерий Лялин, который довёл корабль до бухты. Позднее, Андрей Черцов усыновил мальчика Вальку.
Вернулся в строй только в марте 1944 года, вновь приняв командование своим звеном. Проявил мужество в ходе Крымской наступательной операции (апрель—май 1944). При освобождении Севастополя в ночь с 9 на 10 мая 1944 года он потопил две самоходные баржи противника, а в ночь с 11 на 12 мая — транспорт и одну самоходную баржу.
Указом Президиума Верховного Совета СССР от 31 мая 1944 года за образцовое выполнение боевых заданий командования на фронте борьбы с немецкими захватчиками и проявленные при этом отвагу и геройство старшему лейтенанту Черцову Андрею Ефимовичу присвоено звание Героя Советского Союза с вручением ордена Ленина и медали «Золотая Звезда».
После завершения военных действий на Чёрном море до февраля 1945 года продолжил службу в качестве командира звена торпедных катеров 3-го дивизиона торпедных катеров 1-й бригады торпедных катеров Черноморского флота, затем с февраля по август 1945 года был начальником штаба этого дивизиона. С 1945 года — командир 13-го отряда торпедных катеров 3-го дивизиона. В 1947 году — командир 1-й бригады торпедных катеров Крымского морского оборонительного района. С октября 1947 года капитан 3-го ранга А. Е. Черцов в запасе.
Работал корреспондентом газет в городе Жданов, в 1961—1962 годах — замполит мореходной школы Азовского морского пароходства в Жданове. В 1963 году окончил курсы подготовки помощников капитанов торгового флота по политчасти. В 1963—1976 годах — помощник капитана по политчасти на судах Азовского морского пароходства.
В 1968 году окончил (заочно) факультет журналистики МГУ. Член Союза журналистов СССР с 1962 года.
С 1976 года жил в Москве. Похоронен на Троекуровском кладбище (участок 26).

## Награды
- Герой Советского Союза (31.05.1944)
- Орден Ленина (31.05.1944)
- Орден Красного Знамени (19.10.1943)
- Орден Отечественной войны I степени (11.03.1985)
- Орден Красной Звезды (16.06.1943)
- Медаль «За боевые заслуги» (6.11.1947)
- Медаль «За оборону Одессы»
- Медаль «За оборону Севастополя»
- Медаль «За оборону Кавказа»
- Ряд других медалей СССР и России
- Медаль «100 лет со дня рождения Георгия Димитрова» (Болгария, 1982)
- Медаль «40 лет Социалистической Болгарии» (Болгария, 1985)

## Сочинения
- На Черном море [записки командира торпедного катера]. — М.: Воениздат, 1958. — (Библиотечка журнала «Советский моряк»).
- В огне торпедных атак. — М.: Воениздат, 1959.
- Подвиг юнги. — М.: Молодая гвардия, 1960.
- La hazaña de un grumete / A. Chertsov, héroe de la Unión Soviética ; Trad. del ruso por E. Legaz. — Moscú: Progreso, 1967.
- Новороссийский прорыв // «Воин России». — 2005. — № 12 (1830). — С. 108—113.

## Память
- Бюсты Героя Советского Союза Андрея Черцова установлены в Севастополе (на территории Черноморского высшего военно-морского училища имени П. С. Нахимова) и Краснодаре (на территории гимназии № 88).
- Именем Героя Советского Союза Андрея Черцова названа гимназия №88 г. Краснодара[4].
- Его именем названа улица в Севастополе.